# Бретонци
Бретонците (на бретонски: Bretoned) са народ, основно население в областта Бретан, Франция.
Произхождат от югозападната част на остров Великобритания и по-конкретно Корнуол. Бретонците мигрират на континентална Европа през 3 – 9 век под натиска на германските нашественици.
Бретонците са считани за една от шестте келтски нации наред с Уелс, Корнуол, Шотландия, Ирландия и остров Ман. Франция не води статистика за етническия състав на населението си и по тази причина е трудно да бъде установен точния брой бретонци, живеещи на територията на страната. Освен френски част от населението на областта Бретан говори и бретонски език.

## Изтончици и бележки
1. 1 2  T. Koch, John. Celtic Culture: Aberdeen breviary-celticism.   ABC-CLIO, 2006. ISBN 1851094407. с. 275 – 276.